# Novara
Novara (piemontesisch Noara, lombardisch Nuara) ist die Hauptstadt der  italienischen Provinz Novara, in der Region Piemont mit 102.187  Einwohnern (Stand 31. Dezember 2023). Die Stadt ist Sitz des römisch-katholischen Bistums Novara.

## Geografie
Novara liegt etwa 100 km nordöstlich von Turin und etwa 50 km nordwestlich von Mailand. Die Stadt hat eine Ausdehnung von 130 km².

## Geschichte
Das antike Novaria, das auf eine Gründung der Ligurer zurückgeht, wurde unter Caesar ein römisches Municipium und lag an der Straße zwischen Vercellae (Vercelli) und Mediolanum (Mailand). Seine rechtwinklige Anlage könnte auf die römische Zeit zurückgehen. Im 4. Jahrhundert wurde die Stadt Sitz eines Bischofs. Nachdem sie 386 von Magnus Maximus wegen ihrer Parteinahme für seinen Rivalen Valentinian II. zerstört worden war, wurde sie von Theodosius wieder aufgebaut. Danach wurde sie von Radagaisus (405) und Attila (452) geplündert.

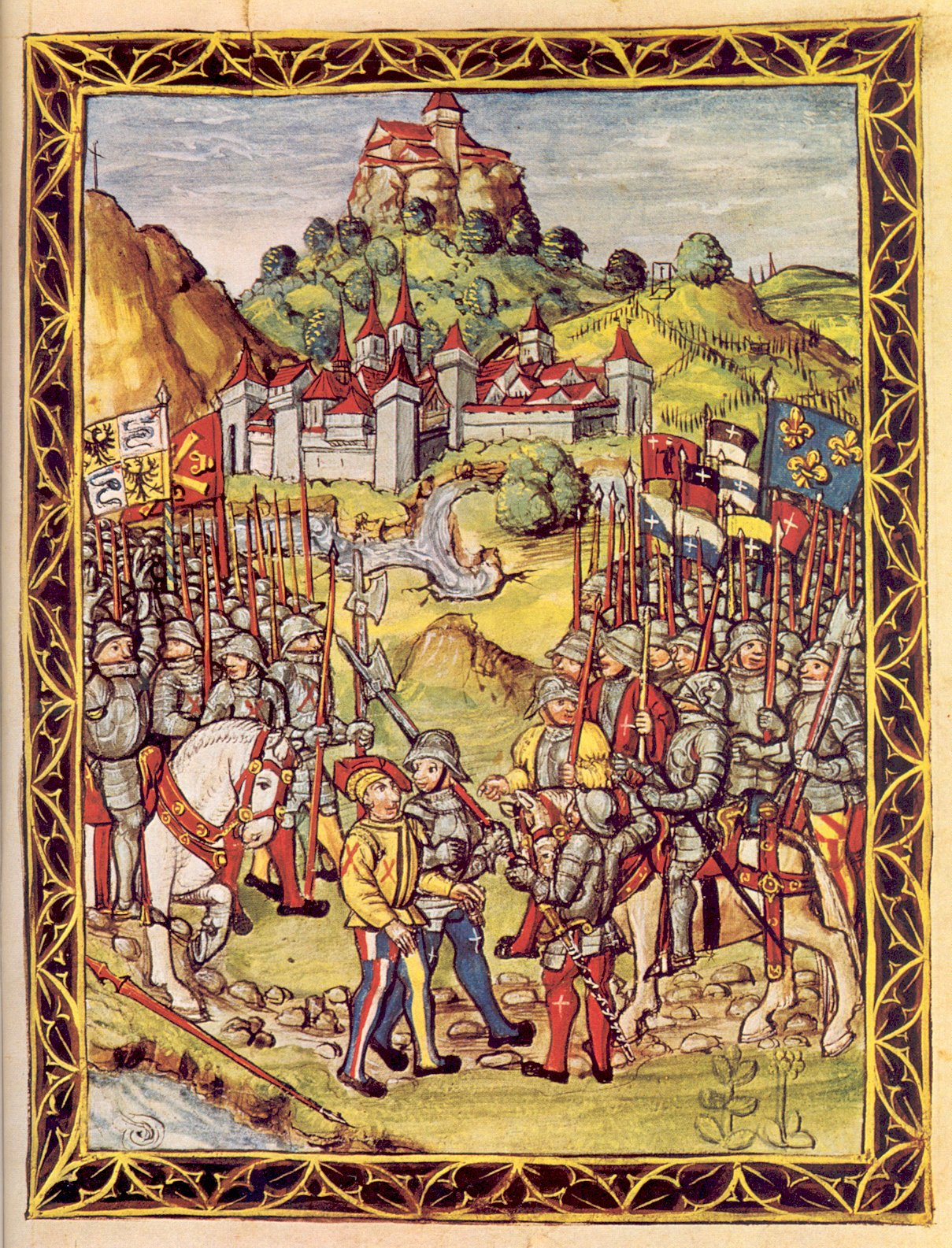
Der «Verrat von Novara» (Luzerner Chronik 1513)

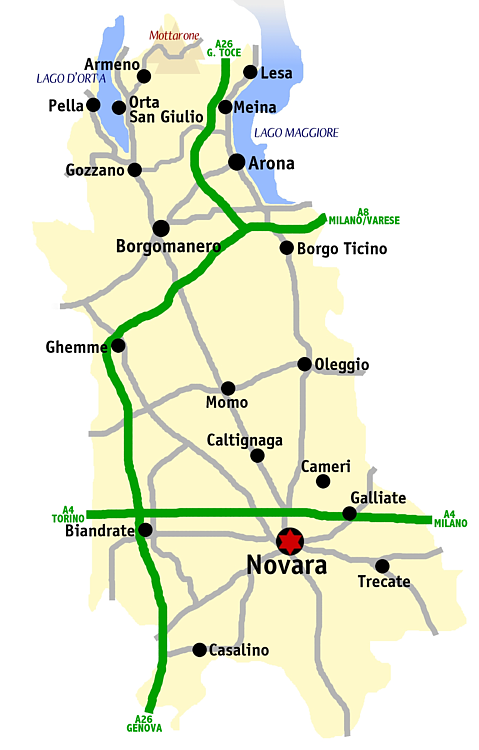
Straßenkarte der Provinz

Von den Langobarden wurde ein Herzogtum Novara errichtet, von Karl dem Dicken eine Grafschaft. Die Stadt selbst machte die Entwicklung zu einer freien Kommune mit. 1110 wurde sie von Heinrich V. eingenommen und niedergebrannt, seit 1167 war sie Mitglied des Lombardenbundes. Vor Ende des 12. Jahrhunderts akzeptierte sie die Protektion durch Mailand und kam so erst in die Hände der Visconti und dann der Sforza.
Im Jahr 1500 fand im Zuge der Auseinandersetzungen um die Herrschaft in Italien ein Ereignis statt, das als Verrat von Novara bezeichnet wird. Während der Auseinandersetzungen zwischen Frankreichs König Ludwig XII. und Ludovico Sforza wurde dieser verraten, als er verkleidet unter den abziehenden Schweizergardisten entdeckt wurde. Er hatte sich einer vereinbarten Auslieferung an die Franzosen entziehen wollen; diese war eine der Bedingungen, dass keine Schlacht zwischen den jeweiligen Heeren stattfand, die beide aus Schweizer Söldnern bestanden.
Am 6. Juni 1513 war die Umgebung der Stadt dann aber Schauplatz einer Schlacht, die während der Italienischen Kriege zwischen Franzosen unter König Ludwig XII. und den Novara für die Sforzas verteidigenden eidgenössischen Söldnern der Heiligen Liga ausgetragen wurde und mit einer Niederlage der Franzosen endete. 1515 und 1522 fiel Novara jedoch in die Hände der Franzosen. 1535 kam es mit Mailand in den Besitz der spanischen Linie der Habsburger.
1706 wurde Novara, das lange vorher von Filippo Maria Visconti dem savoyischen Herzog Amadeus VIII. versprochen worden war, von savoyischen Truppen besetzt. Durch den Frieden von Utrecht (1713) fiel die Stadt zusammen mit dem Herzogtum Mailand an Österreich. Aber nachdem sie 1734 von Karl Emanuel III. besetzt worden war, wurde sie ihm im nächsten Jahr zugesprochen.
Nach Napoleons Italienfeldzug wurde Novara Hauptstadt des Dipartimento dell’Agogna, um 1814 aber wieder an das Haus Savoyen zurückgegeben zu werden. Am 9. April 1821 trieb der österreichische Feldmarschall Graf Bubna bei Novara die piemontesischen Insurgenten auseinander. Am 23. März 1849 erfochten die Österreicher unter Feldmarschall Radetzky in der Schlacht bei Novara einen entscheidenden Sieg über die Sardinier. Dieser Erfolg führte zur Abdankung Karl Alberts und zur teilweisen österreichischen Besetzung der Stadt. Die Niederlage der Sardinier kann als eigentlicher Beginn des italienischen Risorgimento angesehen werden. Durch ein Dekret wurde 1859 die Provinz Novara geschaffen, die damals auch die heutigen Provinzen Vercelli, Biella und Verbano-Cusio-Ossola umfasste.
| Bevölkerungsentwicklung | Bevölkerungsentwicklung | Bevölkerungsentwicklung | Bevölkerungsentwicklung | Bevölkerungsentwicklung | Bevölkerungsentwicklung | Bevölkerungsentwicklung | Bevölkerungsentwicklung | Bevölkerungsentwicklung | Bevölkerungsentwicklung | Bevölkerungsentwicklung | Bevölkerungsentwicklung |
| Jahr                    | 1861                    | 1881                    | 1901                    | 1921                    | 1936                    | 1951                    | 1971                    | 1991                    | 2001                    | 2011                    |                         |
| ----------------------- | ----------------------- | ----------------------- | ----------------------- | ----------------------- | ----------------------- | ----------------------- | ----------------------- | ----------------------- | ----------------------- | ----------------------- | ----------------------- |
| Einwohner               | 25.144                  | 32.782                  | 44.249                  | 55.447                  | 62.570                  | 69.395                  | 100.680                 | 101.112                 | 100.910                 | 101.952                 |                         |
| Quelle: ISTAT           |                         |                         |                         |                         |                         |                         |                         |                         |                         |                         |                         |

## Wirtschaft
Heute hat die Stadt einen großen Markt für landwirtschaftliche Produkte.
Die wichtigsten Industriezweige sind:

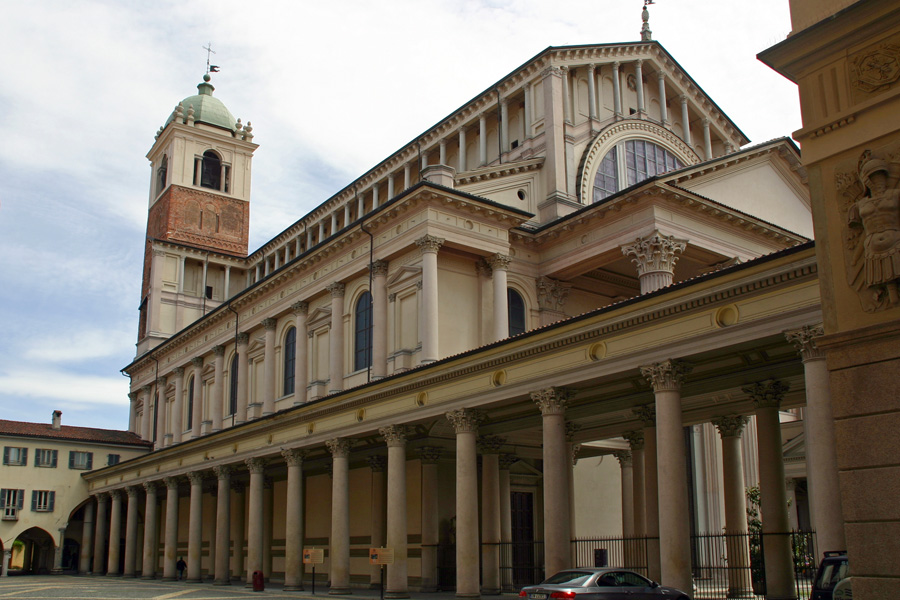
Kathedrale Santa Maria Assunta

- Produktion von Metallwaren
- Chemische Erzeugnisse
- Spielzeug
- Herstellung von Druckerzeugnissen

## Verkehr
- Novara ist Endpunkt der Rollenden Landstraße vom Bahnhof Freiburg (Breisgau) Güterbahnhof nach Oberitalien.
- Die italienische Autobahn A 4, die im Norden der Stadt verläuft, ermöglicht gute Verbindungen nach Mailand und Turin.
- Novara ist auch Eisenbahnknotenpunkt. Die wichtigste Linie ist die Hauptstrecke von Milano Centrale nach Torino Porta Nova mit stündlichen RE-Zügen.
- Zweigstrecken verlaufen nach Domodossola via Omegna mit regelmäßigen Zügen etwa alle 2 Stunden, Arona (stündliches Zugangebot), Alessandria (einzelne Zugpaare) und Carpignano Sesia -Biella San Paolo (fast stündlich).

Angaben nach Fahrplänen im März 2023.
Eine weitere Eisenbahnstrecke verläuft über San Bernardino – Briona – Ghemma nach Varallo Sesia ohne Personenverkehr
- Vom Bahnhof Novara Nord, wenige 100 m nordöstlich des zentralen Bahnhofs gibt es eine Pendlerlinie nach Milano Cadorna im Stundentakt mit zusätzlichem Angebot in den Hauptverkehrszeiten.

- Außerdem gibt es städtischen und regionalen Busverkehr.

## Sehenswürdigkeiten
- Die frühbarocke Basilika San Gaudenzio wurde erst 1888 neoklassizistisch mit einem kuppelbekrönten Vierungsturm (121 Meter hoch) vollendet.[2]
- Die Kathedrale Santa Maria Assunta wurde 1863–69 im neuromanischen Stil erbaut und ist Bischofskirche des Bistums Novara.  Der Kirchenbau wahrt die Grundrissdimensionen des Vorgängerbaus.[3]

## Sport
Novara ist Heimat des aktuell in der dritthöchsten italienischen Liga, der Serie C, spielenden Fußballvereins Novara Calcio, dessen Heimspiele im Stadio Silvio Piola ausgetragen werden. Auch die Frauenvolleyball-Mannschaft Agil Volley Novara, Serie A1, hat hier ihre Heimstätte.

## Partnerstädte
Novara unterhält partnerschaftliche Beziehungen zu den Städten
- Chalon-sur-Saône in Burgund (Frankreich), seit 1970
- Koblenz in Rheinland-Pfalz (Deutschland), seit 1991
- Haskovo in Bulgarien, seit 2003

## Persönlichkeiten
Bekannte Persönlichkeiten der Stadt sind in der Liste von Persönlichkeiten der Stadt Novara aufgeführt.